# Bergehalde Ensdorf

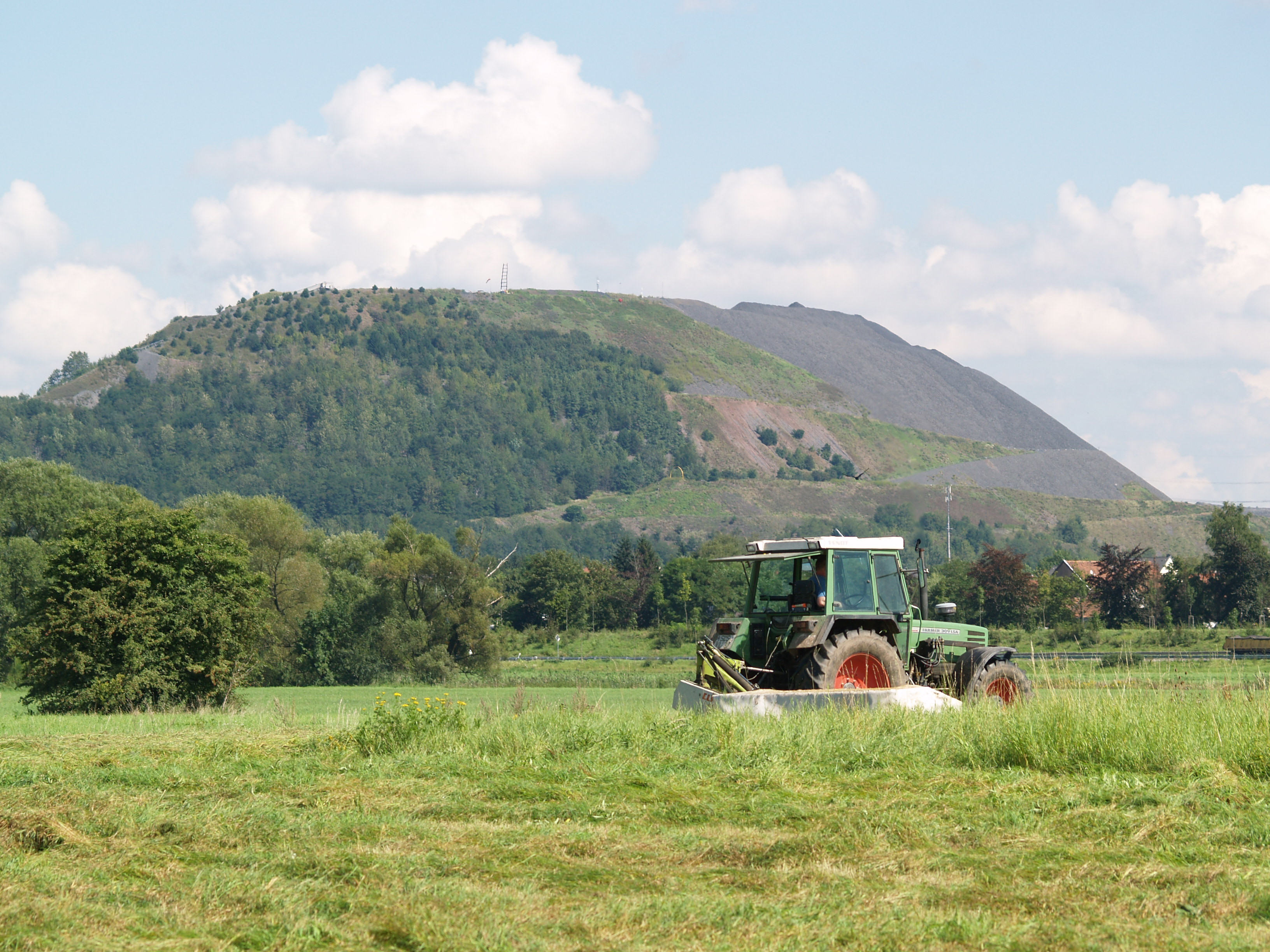
Bergehalde Ensdorf

Die Bergehalde Ensdorf, auch Halde Duhamel, Monte Duhamel oder Monte Schlacko genannt, zählt mit fast 50 Hektar Grundfläche zu den größten Bergehalden im Saarland. Sie liegt bei Ensdorf (Saar) und erhebt sich rund 150 Meter über das unmittelbar umgebende Gelände. Seit Mai 2004 ist sie für die Öffentlichkeit begehbar und dient als Startplatz für Gleitschirmflieger. Drei Aufgänge sowie ein steilerer und ein flacherer Weg führen zum Gipfelplateau.

## Geschichte
Der Steinkohlenbergbau im Bereich des Bergwerks Saar bei Ensdorf lässt sich bis in die erste Hälfte des 18. Jahrhunderts zurückverfolgen. Während in Schwalbach und Griesborn in dieser Zeit mit dem Kohlenabbau begonnen und 1826 der erste Tiefbauschacht abgeteuft wurde, verband 1842 der 2350 m lange Ensdorfer Stollen erstmals auch die Gemeinde Ensdorf mit dem Bergbau. Die gewonnene Kohle wurde mit Pferden über den Stollen zur Saar gebracht, wo der Rohstoff verschifft wurde. 1925 wurde die Grube Saarschacht – die heutige Anlage Duhamel – selbstständiges Bergwerk. 32 Jahre später wurden die Gruben Duhamel und Griesborn 1957 zu einer Anlage, der Grube Ensdorf, zusammengefasst.
Östlich der Anlage Duhamel wurde die Wasch- und Flotationsberge, die Nebengesteine der Kohleförderung, abgelagert. Die erste „Berge“ fiel bereits 1913 beim Abteufen eines Schachtes an. In größerem Umfang wurde Bergematerial jedoch erst seit 1961 aufgehaldet, als die Nassaufbereitung in Ensdorf in Betrieb ging und die Fördermengen erheblich gestiegen waren. Heute beträgt die Grundfläche der Halde rund 47 Hektar. Die auf den Halden abgelagerte Waschberge besteht aus Tonschiefer, Sandschiefer, Schluff- und Sandstein und enthält heute nur noch geringe Mengen an Kohle.
Seit den 1960er Jahren wurde die Halde mit Waschberge über einen Schrägaufzug und Kippwagen beschickt. Es entstand zunächst eine typische Spitzkegelhalde, aus der sich bis in die 1980er Jahre ein „kegelstumpfähnliches“ Gebilde entwickelte. Ab 1988 wurde das Nebengestein mit einer speziellen Bandanlage, einem Rohrförderer (auch Pipe Conveyor genannt), auf das Plateau gebracht und das Schüttgut über eine weitere konventionelle Bandanlage und einen Absetzer verkippt.
Die technische Konzeption der Haldenschüttung beruhte auf einem einfachen Überwurfprinzip. Über den Rohrförderer und die anschließende bewegliche Bandanlage wurde das Nebengestein an die Kippfront der Halde transportiert. Das Schüttgut stellte sich dabei über eine Fallhöhe bis 100 m in einem steilen Böschungswinkel von 30 bis 36° an. Das geschüttete Material wurde danach, abgesehen vom planmäßigen Wegebau, nicht weiter bearbeitet. Die Haldenschüttung wanderte stetig Richtung Osten über die vorgelagerten Absinkweiher. Das Bauwerk entwickelte sich so zu einem lang gestreckten Höhenzug. Seit rund drei Jahrzehnten sind die fertig geschütteten Bereiche der Halde rekultiviert worden. Bis heute sind rund 30 Hektar der Haldenfläche begrünt.
Am 30. Juni 2012 endete der Bergbau im Saarland. Die Endhöhe der Halde beträgt 150 Meter über der Umgebung bzw. der Gipfel liegt bei 330 Meter über NN.
Das Hochplateau wurde bereits Ende 2011 geglättet. Das Förderband auf dem Haldengipfel, der Rohrförderer und dessen Absetzer wurden ab Ende 2012 abgerissen.

## Nutzung

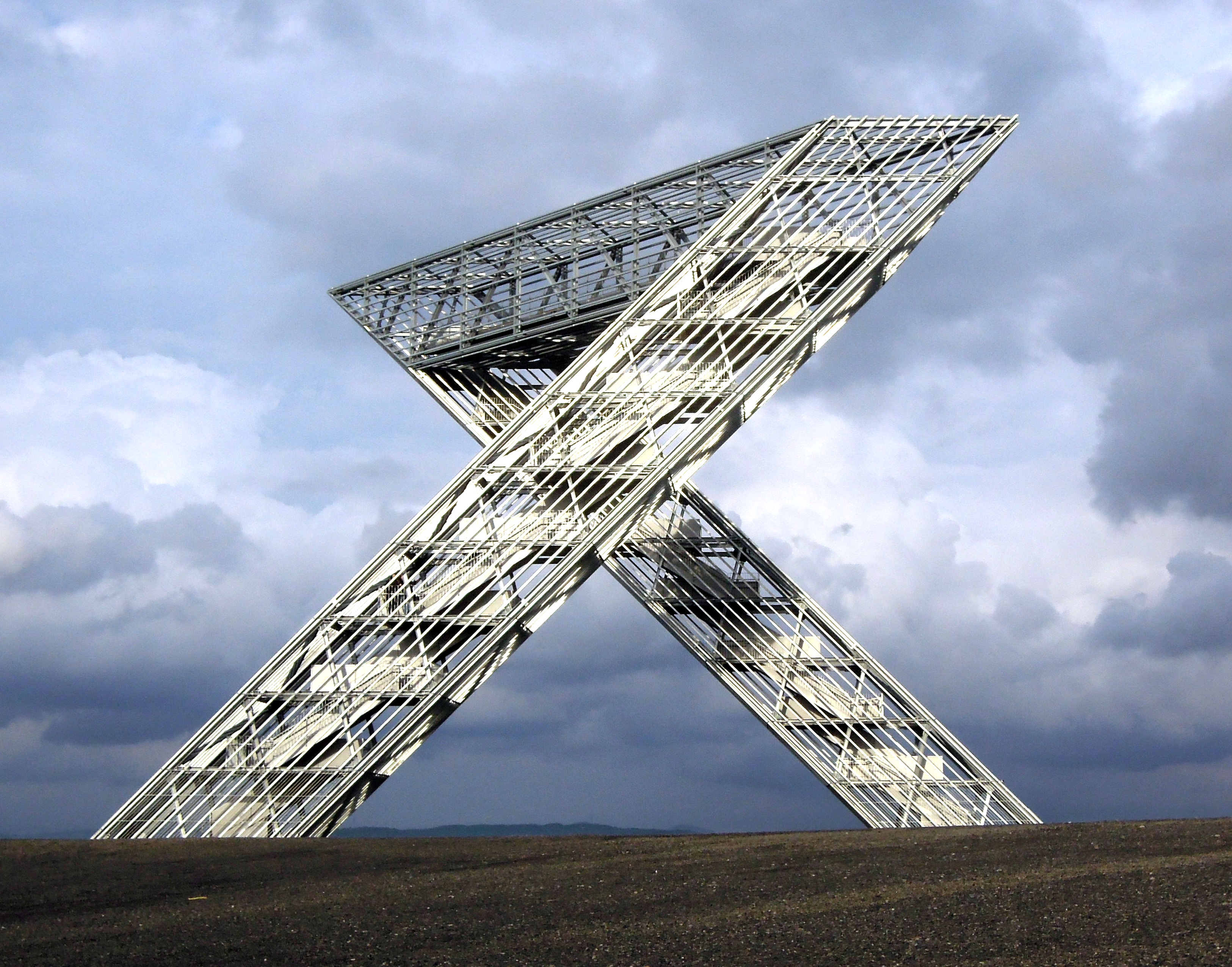
Das Saarpolygon auf dem Hochplateau

Am Südhang der Halde liegt eine kleine Weinanbaufläche mit 99 Rebstöcken. Der „Weinberg“ liegt im Zentrum der für die touristische Erschließung freigegebenen Fläche. Auf Halden des Bergbaus ist dies eine außergewöhnliche Flächennutzung. Finanziert wurde das Projekt durch den Landkreis Saarlouis sowie das Wirtschaftsministerium des Saarlandes.
Im September 2009 wurde auf der Flachstrecke eine kleine Gedenkstätte für die verunglückten Bergleute eingerichtet. Der Gedenkstein befand sich bis dahin in Luisenthal, wo sich am 7. Februar 1962 auf der Grube Luisenthal eine Schlagwetterexplosion mit 299 Toten ereignet hatte.
Der Gipfel der Halde besitzt zwei Weihnachtsbäume, die jährlich vom 1. Dezember bis zum 10. Januar leuchtend weithin sichtbar sind und weiterhin bestehen bleiben sollen. Zusätzlich bleibt aus technischen Gründen der Sendemast auf dem Hochplateau stehen. Der Platz der ehemaligen Bandanlage soll entweder als Treppenanlage oder als Spur für eine Seilbahn oder ähnliches genutzt werden.

### Saarpolygon
Ende 2012 wurde der Gipfel der Halde geglättet. Auf dem Hochplateau wurde das Saarpolygon errichtet. Die rund 30 Meter hohe und begehbare Skulptur aus Stahl wurde im September 2016 eröffnet und dient auch als Aussichtsplatz. Durch eine zusätzliche Abzweigung der Flachstrecke können körperlich eingeschränktere Besucher aufgrund geringerer Steigungen das Hochplateau besser erreichen. 2017 wurde es mit dem BDA-Preis für Architektur und Städtebau im Saarland ausgezeichnet.

### Kunst auf der Halde

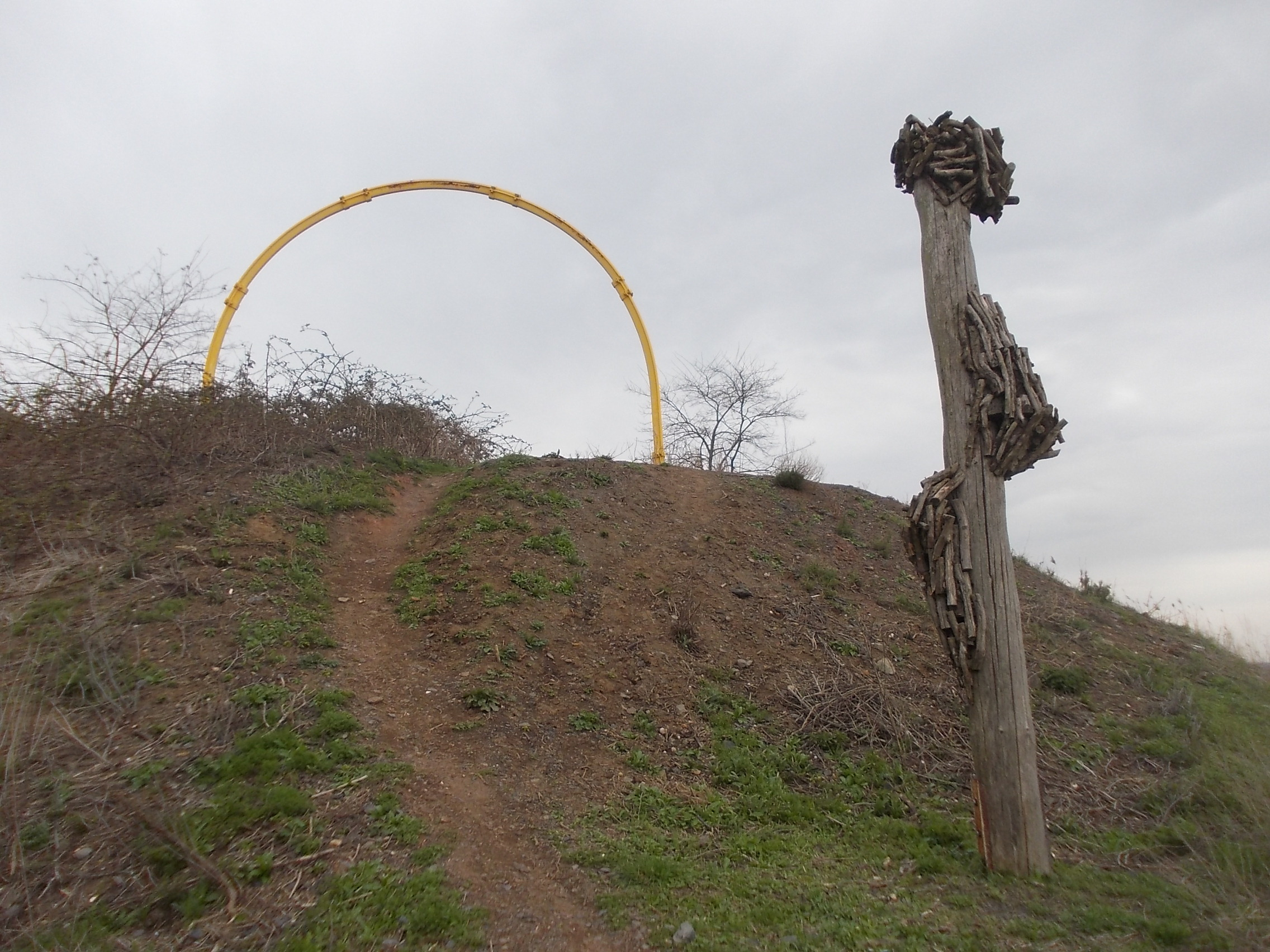
„Sonnenbogen“ mit der Skulptur „Ich war hier und Du warst immer da“ auf dem Mittelplateau

Am 11. September 2005 startete der Bundesverband Bildender Künstlerinnen und Künstler (BBK) eine temporäre Kunstausstellung auf der Halde. Insgesamt waren etwa 25 Künstler beteiligt. Alle Projekte bis auf drei wurden nach kurzer Zeit wieder abgebaut. Die Hauptattraktion war die 15 Meter hohe Himmelsleiter, eine Arbeit von Julia Baur, Brigitte Morsch, Ursel Kessler und Maria Montnacher-Becker, auf dem Hochplateau, die jedoch in der Nacht zum 25. August 2011 von Unbekannten abgesägt wurde. Sie galt als Wahrzeichen der Bergehalde Ensdorf und war weithin sichtbar. Aktuell sind noch zwei Kunstwerke („Sonnenbogen“ von Ferdinand Herrmann und „Ich war hier, und Du warst immer da“ von Claudia E. Schmitt) vorhanden.